# Bastiaan Zuiderent
Bastiaan (Bas) Zuiderent (Utrecht, 3 maart 1977) is een Nederlandse cricketspeler. Hij is een rechtshandige batsman en -bowler.
Zuiderent speelde met het Nederlands cricketelftal op het wereldkampioenschap cricket 1996, 2003, 2007 en 2011 en op het wereldkampioenschap Twenty20 2009. Tussen 1999 en 2003 kwam hij uit voor de Sussex County Cricket Club. In Nederland kwam hij uit voor VOC.